# Association de la Jeunesse Auxerroise 2016-2017
Questa voce raccoglie le informazioni riguardanti l'Association de la Jeunesse Auxerroise nelle competizioni ufficiali della stagione 2016-2017.

## Stagione
La squadra riuscì a salvarsi finendo diciassettesima il Ligue 2.

## Rosa
| N. |                       | Ruolo | Calciatore                  |
| -- | --------------------- | ----- | --------------------------- |
| 1  | Francia (bandiera)    | P     | Zacharie Boucher            |
| 2  | Francia (bandiera)    | D     | Ruben Aguilar               |
| 3  | Polonia (bandiera)    | C     | Ludovic Obraniak            |
| 4  | Francia (bandiera)    | D     | Stéphane Sparagna           |
| 5  | Francia (bandiera)    | C     | Lionel Mathis               |
| 6  | Francia (bandiera)    | C     | Brahim Konaté               |
| 8  | Francia (bandiera)    | C     | Samed Kilic                 |
| 9  | Guinea (bandiera)     | A     | Mohamed Yattara             |
| 10 | Mauritania (bandiera) | A     | Adama Ba                    |
| 11 | Francia (bandiera)    | A     | Florian Ayé                 |
| 12 | Francia (bandiera)    | D     | Issa Samba                  |
| 13 | Francia (bandiera)    | D     | Kenji-Van Boto              |
| 14 | Francia (bandiera)    | C     | François-Xavier Fumu Tamuzo |
| 15 | Francia (bandiera)    | D     | Loîc Goujon                 |
| 16 | Francia (bandiera)    | P     | Xavier Lenogue              |
| 17 | Francia (bandiera)    | D     | Baba Traoré                 |
| 18 | Francia (bandiera)    | A     | Gaëtan Courtet              |

| N. |                           | Ruolo | Calciatore          |
| -- | ------------------------- | ----- | ------------------- |
| 19 | Guinea (bandiera)         | A     | Alexandre Vincent   |
| 20 | Francia (bandiera)        | D     | Mickaël Tacalfred   |
| 21 | Francia (bandiera)        | D     | Rémi Fournier       |
| 22 | Francia (bandiera)        | A     | Romain Montiel      |
| 23 | RD del Congo (bandiera)   | C     | Charlevy Mabiala    |
| 24 | RD del Congo (bandiera)   | C     | Hardy Binguila      |
| 25 | Francia (bandiera)        | C     | Moussa Diallo       |
| 26 | Georgia (bandiera)        | A     | Giorgi Jobava       |
| 27 | Francia (bandiera)        | C     | Abdoulaye Sissako   |
| 29 | Francia (bandiera)        | D     | Evan Ndicka         |
| 33 | Francia (bandiera)        | D     | Roman Laspalles     |
|    | Mauritania (bandiera)     | D     | Abdoul Ba           |
|    | Costa d'Avorio (bandiera) | C     | Ibrahim Sangaré     |
|    | Senegal (bandiera)        | D     | Yaya Sané           |
|    | Mali (bandiera)           | C     | Birama Touré        |
|    | Francia (bandiera)        | D     | Pierre-Yves Polomat |
|    | Francia (bandiera)        | D     | Mouhameth Sané      |

## Risultati

### Ligue 2
| Saint-Ouen-sur-Seine 30 luglio 2016, ore 15:00 1ª giornata | Red Star       | 0 – 0 referto | Auxerre | Stade Bauer (6.193 spett.)\| Arbitro: \| Mehdi Mokhtari \| |
| Arbitro:                                                   | Mehdi Mokhtari |               |         |                                                            |

| Arbitro: | Romain Delpech |

|                   |           |                                        |
| Rémi Fournier 31’ | Marcatori | 23’ (rig.) Yoann Court 53’ Sekou Cissé |

| Arbitro: | William Lavis |

|                                      |           |                                                                      |
| Julien Begue 64’ Clévid Dikamona 85’ | Marcatori | 23’ Samed Kilic 38’ Lionel Mathis 82’ Adama Ba 90’ Alexandre Vincent |

| Arbitro: | Jérôme Brisard |

|  |           |                    |
|  | Marcatori | 78’ Wesley Jobello |

| Orléans 26 agosto 2016, ore 20:00 5ª giornata | Orléans          | 0 – 0 referto | Auxerre | Stade de la Source (5.031 spett.)\| Arbitro: \| Romain Lissorgue \| |
| Arbitro:                                      | Romain Lissorgue |               |         |                                                                     |

| Auxerre 9 settembre 2016, ore 20:00 6ª giornata | Auxerre       | 0 – 0 referto | Sochaux | Stadio Abbé-Deschamps (4.809 spett.)\| Arbitro: \| Florent Batta \| |
| Arbitro:                                        | Florent Batta |               |         |                                                                     |

| Arbitro: | Wilfried Bien |

|                        |           |  |
| Neal Maupay 71’ (rig.) | Marcatori |  |

| Arbitro: | Thomas Léonard |

|                                   |           |  |
| Marvin Gakpa 2’ Moussa Maazou 73’ | Marcatori |  |

| Arbitro: | Willy Delajod |

|  |           |                     |
|  | Marcatori | 82’ Mathieu Duhamel |

| Arbitro: | Sylvain Palhies |

|                                                       |           |  |
| Diego Rigonato 10’ Anthony Weber 63’ Grejohn Kyei 84’ | Marcatori |  |

| Arbitro: | Stéphane Jochem |

|                                       |           |  |
| Yoann Touzghar 44’ Yoann Touzghar 77’ | Marcatori |  |

| Arbitro: | Jérôme Brisard |

|                                                 |           |                    |
| Khalid Boutaïb 15’ Stéphane Sparagna 83’ (aut.) | Marcatori | 70’ Gaëtan Courtet |

| Arbitro: | Stéphanie Frappart |

|  |           |                                                                            |
|  | Marcatori | 34’ Jimmy Roye 58’ Andé Dona Ndoh 77’ Andé Dona Ndoh 90'+2’ Andé Dona Ndoh |

| Amiens 4 novembre 2016, ore 20:00 14ª giornata | Amiens          | 0 – 0 referto | Auxerre | Stadio della Licorne (7.423 spett.)\| Arbitro: \| Eric Wattellier \| |
| Arbitro:                                       | Eric Wattellier |               |         |                                                                      |

| Arbitro: | Romain Delpech |

|                    |           |                    |
| Gaëtan Courtet 80’ | Marcatori | 40’ Cristian López |

| Arbitro: | Stéphanie Frappart |

|                                          |           |                    |
| Rodéric Filippi 58’ Cyriaque Louvion 60’ | Marcatori | 78’ Yoann Touzghar |

| Arbitro: | William Lavis |

|                                       |           |  |
| Gaëtan Courtet 20’ Gaëtan Courtet 73’ | Marcatori |  |

| Arbitro: | Mehdi Mokhtari |

|                      |           |                    |
| Stéphane Darbion 50’ | Marcatori | 22’ Gaëtan Courtet |

| Arbitro: | Sylvain Palhies |

|                                 |           |                     |
| François-Xavier Fumu Tamuzo 50’ | Marcatori | 58’ Moussa Niakhaté |

| Arbitro: | Florent Batta |

|                                  |           |  |
| Amos Youga 15’ Saïd Benrahma 86’ | Marcatori |  |

| Arbitro: | Thomas Léonard |

|  |           |                                              |
|  | Marcatori | 26’ (rig.) Jason Berthomier 35’ Kevin Hoggas |

| Arbitro: | Mehdi Mokhtari |

|  |           |                     |
|  | Marcatori | 53’ Mohamed Yattara |

| Arbitro: | Stéphanie Frappart |

|  |           |                                     |
|  | Marcatori | 75’ Romain Armand 77’ Romain Armand |

| Arbitro: | Hakim Ben El Hadj |

|  |           |                    |
|  | Marcatori | 31’ Gaëtan Courtet |

| Arbitro: | Alexandre Castro |

|                                                     |           |                    |
| Gaëtan Courtet 67’ Adama Ba 75’ Birama Touré 90'+3’ | Marcatori | 87’ Luciano Castán |

| Arbitro: | Romain Lissorgue |

|                           |           |  |
| Gaëtan Courtet 21’ (rig.) | Marcatori |  |

| Arbitro: | Willy Delajod |

|                      |           |  |
| Ghislain Gimbert 51’ | Marcatori |  |

| Arbitro: | Aurélien Petit |

|                    |           |                                             |
| Gaëtan Courtet 69’ | Marcatori | 83’ Grejohn Kyei 90'+2’ (rig.) Grejohn Kyei |

| Laval 10 marzo 2017, ore 20:00 29ª giornata | Laval            | 0 – 0 referto | Auxerre | Stadio Francis Le Basser (6.182 spett.)\| Arbitro: \| Alexandre Castro \| |
| Arbitro:                                    | Alexandre Castro |               |         |                                                                           |

| Arbitro: | Lionel Jaffredo |

|  |           |                                          |
|  | Marcatori | 71’ Baptiste Guillaume 88’ Jérémy Blayac |

| Arbitro: | Thomas Léonard |

|                       |           |  |
| Andé Dona Ndoh 90'+3’ | Marcatori |  |

| Arbitro: | Eric Wattellier |

|                     |           |  |
| Mohamed Yattara 42’ | Marcatori |  |

| Arbitro: | Stéphane Jochem |

|  |           |                   |
|  | Marcatori | 42’ Lionel Mathis |

| Arbitro: | Lionel Jaffredo |

|              |           |                  |
| Adama Ba 15’ | Marcatori | 2’ Faïz Selemani |

| Arbitro: | Yohann Rouinsard |

|  |           |                     |
|  | Marcatori | 77’ Mohamed Yattara |

| Arbitro: | Hakim Ben El Hadj |

|                                   |           |                                                          |
| Mohamed Yattara 16’ Yaya Sané 19’ | Marcatori | 11’ Karim Azamoum 48’ Tristan Dingomé 73’ Benjamin Nivet |

| Valenciennes 12 maggio 2017, ore 20:30 37ª giornata | Valenciennes  | 0 – 0 referto | Auxerre | Stadio dell'Hainaut (9.791 spett.)\| Arbitro: \| Willy Delajod \| |
| Arbitro:                                            | Willy Delajod |               |         |                                                                   |

| Arbitro: | Benoît Bastien |

|                    |           |  |
| Gaëtan Courtet 70’ | Marcatori |  |

### Coppa di Francia
| 12 novembre 2016 1º Turno | Saint Sernin | 1 – 4 referto | Auxerre |  |

| 3 dicembre 2016 2º Turno | Cluses-Scionzier | 1 – 4 referto | Auxerre |  |

| Arbitro: | Benoît Bastien |

|                                                                           |           |                                             |
| Gaëtan Courtet 5’ Florian Ayé 87’ Romain Montiel 113’ Gaëtan Courtet 120’ | Marcatori | 8’ (rig.) Benjamin Nivet 51’ Benjamin Nivet |

| Arbitro: | Karim Abed |

|                                                           |           |  |
| Mohamed Yattara 97’ Birama Touré 105’ Kenji-Van Boto 119’ | Marcatori |  |

| Arbitro: | Hakim Ben El Hadj |

|                                       |           |  |
| Neupocoussek Mendy 5’ Karim Tlili 37’ | Marcatori |  |

### Coupe de la Ligue
| Arbitro: | Thomas Léonard |

|                                          |                      |                                           |
| Alexandre Vincent 11’ Gaëtan Courtet 35’ | Marcatori            | 72’ Guillaume Heinry 80’ Jason Berthomier |
|                                          | Tiri di rigore 2 – 2 |                                           |

| Arbitro: | Amaury Delerue |

|                                                     |           |  |
| Gaëtan Courtet 24’ Laurent Dos Santos 90'+2’ (aut.) | Marcatori |  |

| Arbitro: | Sébastien Moreira |

|                         |           |  |
| Christopher Jullien 53’ | Marcatori |  |